# 25602 Ucaronia
25602 Ucaronia este un asteroid din centura principală de asteroizi.

## Descriere
25602 Ucaronia este un asteroid din centura principală de asteroizi. A fost descoperit pe 2 ianuarie 2000 la San Marcello Pistoiese de Andrea Boattini și Alfredo Caronia. Asteroidul prezintă o orbită caracterizată de o semiaxă mare de 2,28 ua, o excentricitate de 0,15 și o înclinație de 6,8° în raport cu ecliptica.